# Camponotus excisus
Camponotus excisus é uma espécie de inseto do gênero Camponotus, pertencente à família Formicidae.